# ژان لویی بارو
ژان لویی بارو (به انگلیسی: Jean-Louis Barrault؛ ۸ سپتامبر ۱۹۱۰ – ۲۲ ژانویهٔ ۱۹۹۴) بازیگر، کارگردان و هنرمند نمایش پانتومیم اهل فرانسه بود. بارو همراه با همسرش مدلن رنو که او هم بازیگر بود یک گروه تئاتر با نام رنو- بارو راه انداخت.
اگرچه بخش اعظم فعالیت‌های بارو در تئاتر فرانسه متمرکز بود، اما بازی‌اش در برو بچه‌های اون بالا تجسم منحصربه‌فردی از هنر پانتومیم در سینماست. از خاطره‌انگیزترین نقش‌هایش را در دو اثر مارسل کارنه به نویسندگی شاعر نامدار، ژاک پره ور ارائه داد: ماجرای مضحک و برو بچه‌های اون بالا در نقش دوبورو. بارو پس از جنگ نیز در چندین فیلم بازی کرد و پس از این که در ۱۹۵۰ در چرخ و فلک ظاهر شد، تمام نیرویش را وقف تئاتر کرد.

## فیلم‌ها
- ۱۹۳۵ - روزهای زیبا در نقش م. آلگره
- ۱۹۳۶ - مادموآزل در نقش دکتر پابست
- ۱۹۳۷ - مرواریدهای تاج در نقش گیتری
- ۱۹۳۸ - مسیر جنوب در نقش بیلون
- ۱۹۳۹ - فارینت یا پول تقلبی هوفلر
- ۱۹۴۱ - رژه در هفت شب در نقش م. آلگره
- ۱۹۴۲ - سرنوشت شگفت انگیز در زیره کلاری در نقش گیتری
- ۱۹۴۳ - روشنایی تابستان در نقش گرمی یون

## به پارسی
- گفتگوهایی با ساموئل بکت، اوژن یونسکو، ژان لویی بارو. کامیابی مسک، احمد. انتشارات نمایش، تهران، ۱۳۸۱.[۳]
- «بهترین و بدترین حرفه». بارو، ژان لوئی. ترجمهٔ یدالله آقا عبّاسی. مجلهٔ سینما تئاتر مهر ۱۳۷۶ - شمارهٔ ۲۴ (۶ صفحه - از ۸۸ تا ۹۳)
- «ژان لویی بارو و کرگدن». کامیابی مسک، احمد و ژان لویی بارو. مجلهٔ نمایش. فروردین و اردیبهشت ۱۳۸۰ - شماره ۳۸ و ۳۹ (۱۱ صفحه - از ۲۶ تا ۳۶)